# Kašenec

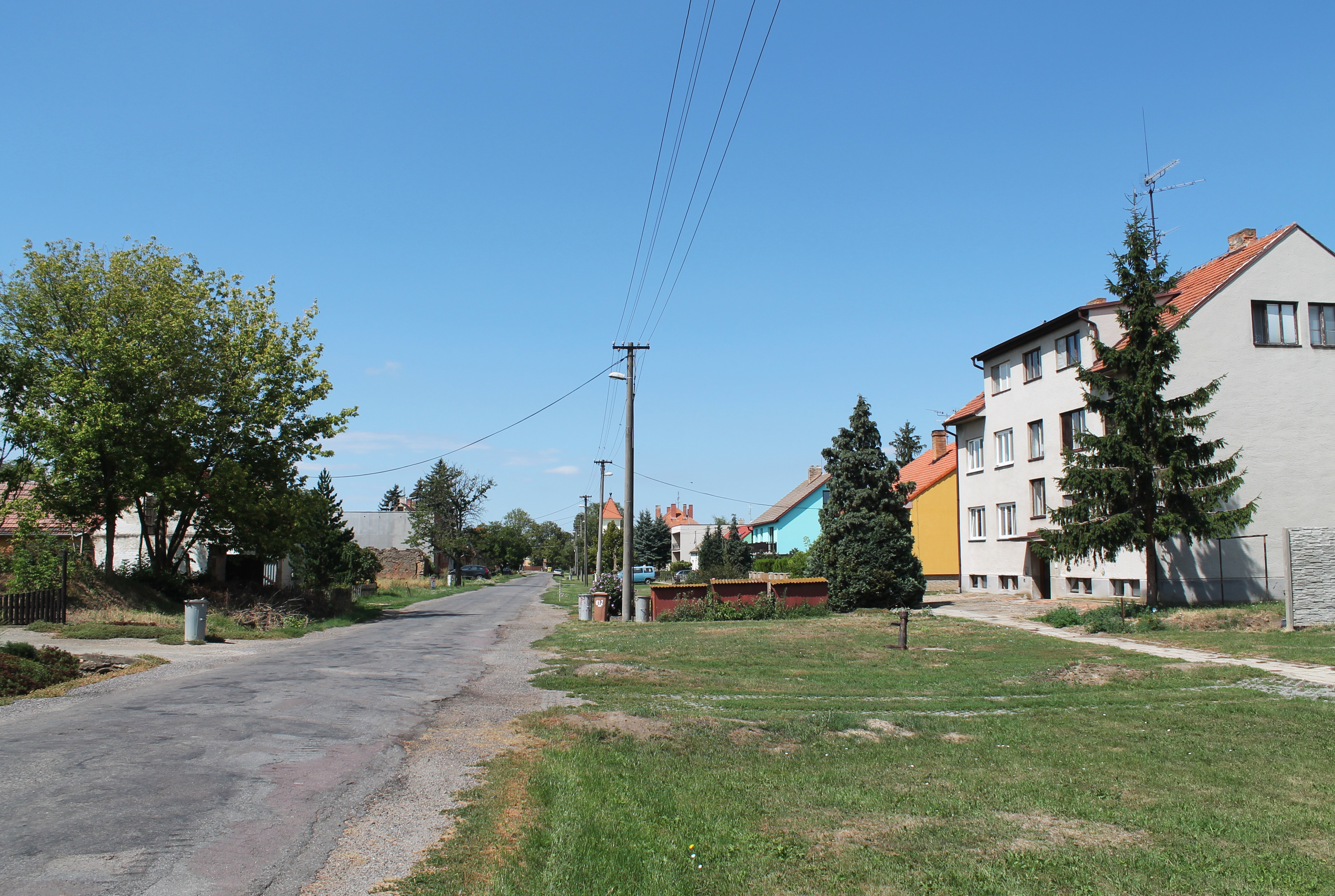
Dorfanger

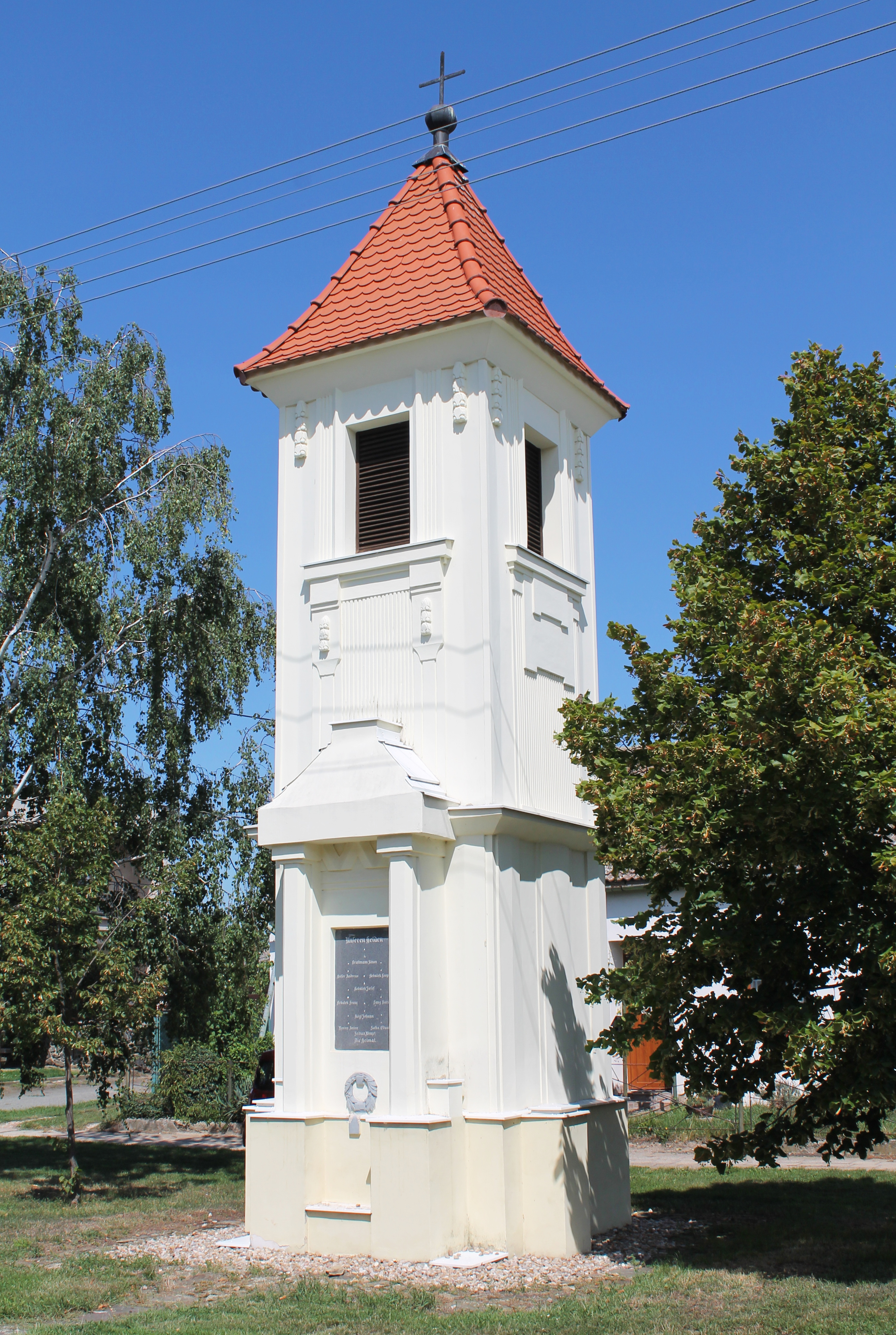
Glockenturm

Kašenec (deutsch Kaschnitzfeld) ist ein Ortsteil der Stadt Miroslav in Tschechien. Er liegt drei Kilometer südöstlich von Miroslav und gehört zum Okres Znojmo.

## Geographie
Das als Längsangerdorf angelegte Dorf Kašenec befindet sich am Fuße der Miroslavská hrásť (Mißlitzer Horst) in der Thaya-Schwarza-Talsenke (Dyjskosvratecký úval). Südlich erhebt sich der Na Kašenci (254 m.n.m.), im Südwesten die Dvorská (Hofbergen, 270 m.n.m.) sowie nordwestlich die Paseka (289 m.n.m.) und der Markův kopec (Markusberg, 300 m.n.m.). Am östlichen Ortsrand verläuft die Staatstsraße I/53 zwischen Znojmo und Pohořelice.
Nachbarorte sind Václavov im Norden, Suchohrdly u Miroslavi im Nordosten, Damnice im Osten, Dolenice im Südosten, Ležák, Břežany und Mackovice im Süden, Čejkovice, Mšice und Oleksovice im Südwesten, Karlov, Vítonice und Želetice im Westen sowie Chlupice, Hostěradice und Míšovice im Nordwesten.

## Geschichte
Nach der Aufhebung des Klosters Bruck fiel die Herrschaft Mislitz mit dem angeschlossenen Gut Lodenitz 1784 dem Religionsfonds zu. Im Jahr darauf ließ der kaiserliche Robot-Abolitions-Hofkommissär Anton Valentin Freiherr von Kaschnitz zu Weinberg im Zuge der Raabisation die nach ihm benannte und mit 28 Kolonisten besetzte Siedlung Kaschnitzfeld anlegen. Als 1799 die Siedler den Zins für die ihnen emphyteutisch übertragenen Grundstücke verweigerten, zog die Staatsgüterverwaltung zur Abstrafung einen Teil der Gründe wieder ein und versteigerte diese als Freigrundstücke meistbietend. Dadurch reduzierte sich die Fläche der Ansiedlung auf 128 Metzen und fünf Joch Gärten. 1823 verkaufte die Mährisch-schlesische Staatsgüterveräußerungskommission die Herrschaft Mislitz an Joseph von Hopfen. Beim Ausbruch der Brechruhr starben 1831 elf Einwohner.
Im Jahre 1835 bestand das im Znaimer Kreis an der Poststraße von Znaim nach Brünn gelegene Dorf Kaschnitzfeld bzw. Kašenec aus 30 Häusern, in denen 172 Personen lebten. An der Poststraße lag ein Ausspannwirtshaus für die Fuhrleute. Pfarr- und Schulort war Mislitz. Bis zur Mitte des 19. Jahrhunderts blieb Kaschnitzfeld der Allodialherrschaft Mislitz untertänig.
Nach der Aufhebung der Patrimonialherrschaften bildete Kaschnitzfeld / Kašenec ab 1849 eine Gemeinde im Gerichtsbezirk Mährisch Kromau. Ab 1869 gehörte die Gemeinde zum Bezirk Mährisch Kromau; in dieser Zeit hatte Kaschnitzfeld 172 Einwohner und bestand aus 32 Häusern. 1885 eröffnete eine deutschsprachige Volksschule. Im Jahre 1900 lebten in Kaschnitzfeld 151 Personen; 1910 waren es 165. Beim Zensus von 1921 lebten in den 36 Häusern des Dorfes 164 Personen, darunter 117 Deutsche und 45 Tschechen. Im Zuge der tschechoslowakischen Bodenreformen wurde in den 1920er Jahren am westlichen Ortsrand – bereits auf der Gemarkung von Mislitz – eine landwirtschaftliche Kolonie für tschechische Siedler angelegt, um den tschechischen Einwohneranteil zu verstärken, und 1923 eine neue tschechische Minderheitenschule eröffnet. Im Jahre 1930 bestand Kaschnitzfeld aus 41 Häusern und hatte 162 Einwohner, 1939 waren es 172. 1930 erfolgte die Elektrifizierung des Dorfes. Die Freiwillige Feuerwehr wurde 1931 gegründet. 1934 erfolgte die Schließung der deutschen Schule. Nach dem Münchner Abkommen wurde die Gemeinde 1938 dem Großdeutschen Reich zugeschlagen und gehörte bis 1945 zum Kreis Znaim. Nach dem Kriegsende kam Kašenec zur Tschechoslowakei zurück, es erfolgte die Wiederherstellung der alten Bezirksstrukturen. Der größte Teil der deutschsprachigen Bewohner wurde 1946 vertrieben. Im Jahre 1950 hatte Kašenec 137 Einwohner. Im Zuge der Gebietsreform und der Aufhebung des Okres Moravský Krumlov wurde das Dorf am 1. Juli 1960 dem Okres Znojmo zugewiesen. 1961 erfolgte die Eingemeindung nach Miroslav. Der Katastralbezirk Kašenec wurde 1966 dem Katastralbezirk Miroslav zugeschlagen. Beim Zensus von 2001 lebten in den 59 Häusern von Kašenec 191 Personen.

## Ortsgliederung
Der Ortsteil Kašenec ist Teil des Katastralbezirkes Miroslav.

## Sehenswürdigkeiten
- Glockenturm auf dem Dorfanger, in die Wand eingelassen ist eine Gedenktafel für die Gefallenen des Ersten Weltkrieges
- Steinernes Kreuz neben dem Glockenturm, gestiftet 1807 durch Bartholomeus Kuderna und Frau
- Gusseisernes Kreuz aus dem Jahre 1906, am Abzweig von der Staatsstraße